# Вруда (приток Луги)
Вру́да (фин. Ruutainjoki) — река в Волосовском районе Ленинградской области, правый приток Луги.
Длина реки составляет около 60 км, площадь водосборного бассейна 526 км², средняя ширина — 14 м. Исток — у деревни Большой Вруды. Вскоре после истока протекает через искусственное Смердовицкое озеро. Впадает в Лугу на 105-м километре от её устья.
Река представляет интерес для водного туризма.

## Притоки
(от устья к истоку)

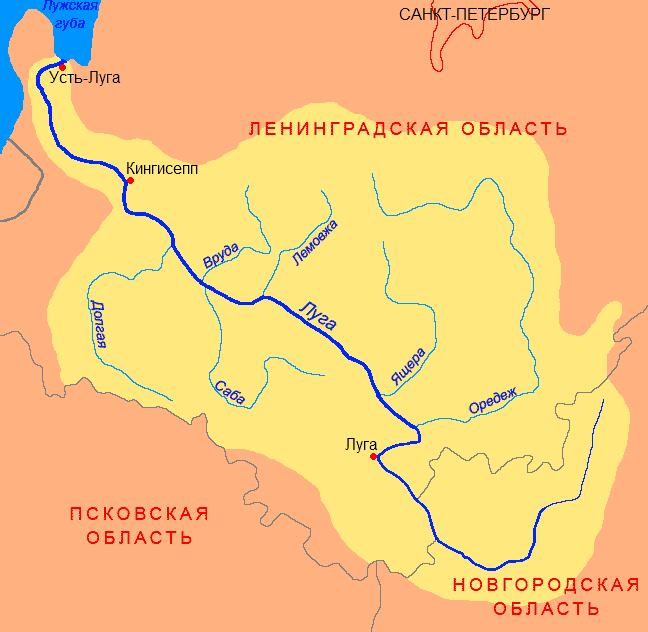
Бассейн Луги

- Устинский (левый, ниже впадает ниже д. Устье)
- 20 км: Сумка (правый, впадает у д. Устье)
- Берёзовый (правый)
- Мазанский (левый)
- 34 км: Ухта (левый)
- Куприянов (правый)
- Ухора (левый)

## Населённые пункты
- деревня Устье
- деревня Извоз
- деревня Волна
- деревня Вязок
- деревня Максимовка
- деревня Слепино
- деревня Мышкино
- деревня Редкино

## Данные водного реестра
По данным государственного водного реестра России относится к Балтийскому бассейновому округу, водохозяйственный участок реки — Луга от в/п Толмачево до устья. Относится к речному бассейну реки Нарвы (российская часть бассейна).
Код объекта в государственном водном реестре — 01030000612102000026404.